# David A. Levy
David A. Levy (ur. 18 grudnia 1953 w hrabstwie Johnson, Indiana) – amerykański polityk, członek Izby Reprezentantów, republikanin.
Na Hofstra University w Hempstead uzyskał bakalaureat (1973) i doktorat (1979) z prawa. Od 1980 prowadził praktykę prawniczą w Hempstead. W latach 1989–1993 był członkiem rady miejskiej Hempstead. W 1992 został wybrany do Izby Reprezentantów z ramienia Partii Republikańskiej, zasiadał w Kongresie od 3 stycznia 1993 do 3 stycznia 1995 jako przedstawiciel stanu Nowy Jork. W 1994 bez powodzenia ubiegał się o nominację partyjną do walki o drugą kadencję.